# Keira Knightley
Keira Christina Knightley (Teddington (Londen), 26 maart 1985) is een Brits actrice. Ze werd in 2006 genomineerd voor zowel een Academy Award als een Golden Globe voor haar hoofdrol als Elizabeth Bennet in de boekverfilming Pride & Prejudice. Meer dan 25 andere acteerprijzen werden haar daadwerkelijk toegekend, waaronder een Empire Award en de Rembrandt voor beste internationale actrice voor haar hoofdrol in de dramafilm Atonement (2007) en een People's Choice Award voor favoriete actrice in 2008.

## Biografie
Knightley is de dochter van een acteur en een toneelschrijfster. Ze debuteerde in 1993 voor de camera met een rolletje in de televisieserie Screen One (aflevering Royal Celebration).
Op haar negende speelde Knightley haar eerste filmrol in de televisiefilm A Village Affair. Enkele rollen in andere televisiefilms volgden. De eerste bioscoopfilm waarin ze te zien was, is Star Wars: Episode I: The Phantom Menace. Hierin speelde ze Sabé, de dubbelganger van Padmé Amidala (Natalie Portman). Haar gelijkenis met Portman was destijds dusdanig, dat haar meespelen gedurende het promoten van de film geheim werd gehouden. Naar buiten toe werd volgehouden dat Portman zowel Amidala als Sabé speelde.
In 2002 speelde ze een hoofdrol in de voetbalfilm Bend It Like Beckham. Om zich voor te bereiden op de rol, had ze een zware voetbaltraining ondergaan. De productie werd onverwacht succesvol en werd genomineerd voor onder meer een Golden Globe en een BAFTA Award. Hierna volgde een rol in Doctor Zhivago, een miniserie van het Britse ITV.
Knightleys eerste omvangrijke rol in een Hollywoodfilm was die in Pirates of the Caribbean: The Curse of the Black Pearl uit 2003. De film was wereldwijd dermate succesvol dat er direct twee vervolgen op het programma werden gezet, waarin Knightley beide keren een omvangrijk aandeel had. Datzelfde jaar was ze te zien in de romantische komedie Love Actually, naast een aantal van de bekendste Britse filmacteurs van dat moment (onder wie Alan Rickman, Hugh Grant, Emma Thompson, Liam Neeson, Rowan Atkinson en Colin Firth).
In 2004 speelde Knightley Guinevere in King Arthur. In 2005 was ze onder andere te zien als Elizabeth Bennet in een verfilming van Jane Austens Pride and Prejudice en als premiejager Domino Harvey in Domino. Daarna acteerde ze in films als Atonement en het kostuumdrama The Duchess. In 2011 speelde ze Sabina Spielrein in A Dangerous Method. 
Na gechoqueerde reacties op haar magere figuur bij een première, werd haar gevraagd of ze anorexia heeft. Ze ontkende dit, maar bevestigde dat anorexia voorkomt in haar familie en dat ze daarom wilde uitkijken zodat zij het zeker zelf niet kreeg.
Knightley had vijf jaar een relatie met haar Pride and Prejudice-tegenspeler Rupert Friend. Ze trouwde op 4 mei 2013 met muzikant James Righton. In 2015 kreeg het koppel een kind. In 2019 volgde een tweede kind.

## Filmografie
*Televisiefilms zijn niet allemaal vermeld